# سبت لوداية
سبت لوداية هي جماعة قروية وقرية مغربية تنتمي لإقليم مولاي يعقوب، غرب مدينة فاس. تضم هذه البلدة 12.423 ساكنا حسب إحصاء سبتمبر 2014.

## التقسيم الترابي
تنقسم جماعة سبت لوداية الى 4 مشيخات. و هي :
أ- مشياخة أهل سوس و تنقسم إلى دواوير عكارة، اشبانات، اولاد دليم، اولاد محمد بن قاسم، اولاد بوشعيب، اولاد مطاع، اولاد الحاج الطاهر، بن داود، اولاد جرار، مركز سوق السبت، اولاد بن طلحة، سيدي مالك، لمصادفة، لكوارة، البوعناني و سيدي عياد
ب- مشياخة بياضة و تنقسم الى دواوير بكارة، اولاد خليفة، بني مسارة، اولاد بوعزة، اولاد المعطي، الخرايبية، عزيب بن عبد الله و عزيب السبت
ج- مشياخة ايت حدو و تنقسم الى دواوير ايت حديدو و لالة شرادة، بلكويري، عينوس، لقليعة، لالة فاطنة الفوقية، العدرج و حمود
د- مشياخة اولاد ناصر و تنقسم الى دواوير اولاد بهيش، البرارشة، رزاكنة، التمرة، المنابهة و عين المهراز